# شوگو ناکای
شوگو ناکای (انگلیسی: Shogo Nakai؛ زادهٔ ۱۹ ژوئن ۱۹۸۴) بازیکن فوتبال اهل ژاپن است.
از باشگاه‌هایی که در آن بازی کرده‌است می‌توان به باشگاه فوتبال کاشیوا ریسول اشاره کرد.